# Aeromicrobium flavum
Aeromicrobium flavum (лат.) — вид неподвижных грамположительных хемоорганотрофных факультивно аэробных бактерий из семейства Nocardioidaceae порядка актиномицетов. Типовой штамм TYLN1T (=CCTCC AB 206046T=DSM 19355T) был выделен из пробы воздуха с территории кампуса Уханьского университета, Китай. Колонии округлые, гладкие, цельные и жёлто пигментированные. Являются оскидазоположительными и каталазоположительными бактериями. Оптимальный рост происходит при 25—37 °C и водородном показателе, соответствующем 7. Оптимальная для роста концентрация хлорида натрия составляет 1—2 %.
Видовой эпитет переводится как «жёлтый» и относится к цвету колоний.